# خواكين فينتورا
خواكين فينتورا (بالإسبانية: Joaquín Ventura)‏ (27 أكتوبر 1956 بالسلفادور - ) هو لاعب كرة قدم سلفادوري في مركز الوسط، شارك في كأس العالم 1982. وشارك مع منتخب السلفادور لكرة القدم. أما مع النوادي، فقد لعب مع C.D. Santiagueño ‏ ونادي أكويلا.

## وصلات خارجية
- خواكين فينتورا على موقع الاتحاد الدولي (مؤرشف)  (الإنجليزية)
- خواكين فينتورا على موقع قاعدة بيانات كرة القدم.إي يو (الإنجليزية)
- خواكين فينتورا على موقع ناشيونال فوتبول تيمز (الإنجليزية)
- خواكين فينتورا على موقع Soccerway.com (الإنجليزية)
- خواكين فينتورا على موقع عالم كرة القدم.نت (الإنجليزية)